# Павел Мраценков
Павел Тодоров Мраценков – Минчо е деец на Българската комунистическа партия.

## Биография
Павел Мраценков е роден в 1919 година в разложкото село Белица. В 1936 година става член на Работническия младежки съюз. В 1941 - 1943 година е ятак на комунистическите партизани. В 1943 година става член на БКП и партизанин в Партизански отряд „Никола Парапунов“ до 1944 година.
След Деветосептемврийския преврат работи като офицер в Строителни войски и достига чин полковник.
Умира в 1999 г. Оставя спомени.